# Bärenklau-Rauhaareule

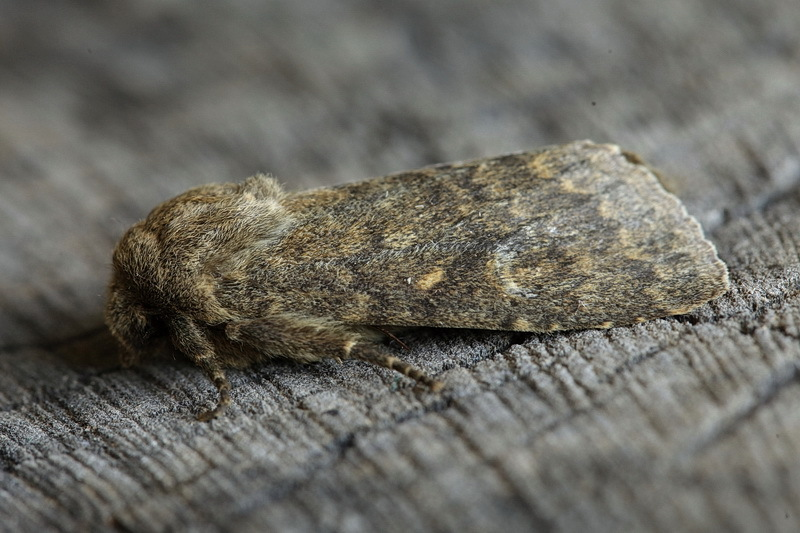
Bärenklau-Rauhaareule (Dasypolia templi), Seitenansicht

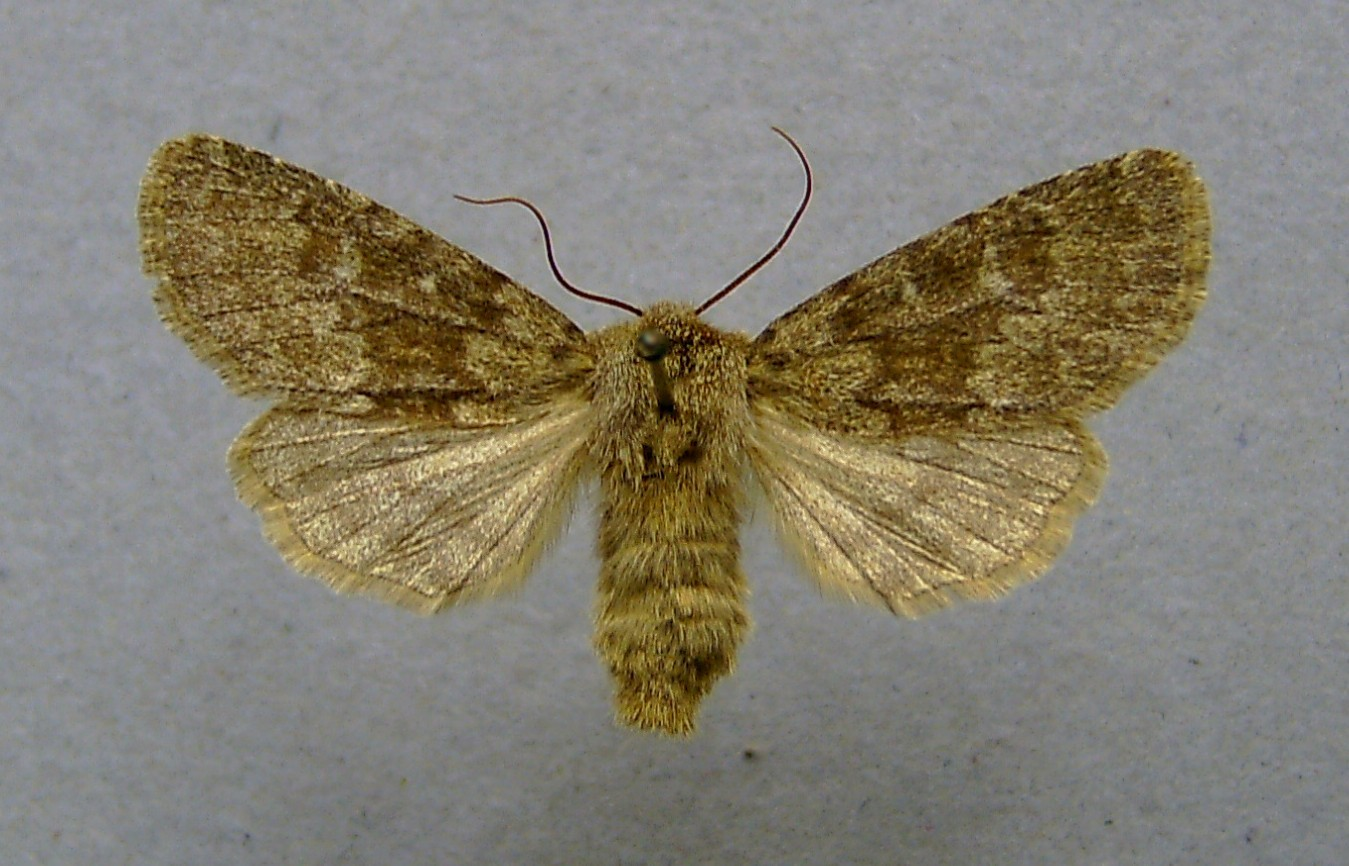
Bärenklau-Rauhaareule (Dasypolia templi), Präparat

Die Bärenklau-Rauhaareule (Dasypolia templi) oder Tempeleule ist ein Schmetterling (Nachtfalter) aus der Familie der Eulenfalter (Noctuidae).

## Merkmale

### Falter
Die Flügelspannweite beträgt etwa 42 bis 56 Millimeter. Die Farbe der Vorderflügel ist ziemlich variabel und variiert von ockergelb bis grüngrau oder dunkel braungrau, teils mit undeutlichen, durch helle Punkte markierte oder innen hell ausgefüllte Makeln. Die Querlinien sind dunkel gezähnt und oftmals verwaschen. Die Hinterflügel variieren abgeschwächt in der Färbung der Vorderflügel, sind jedoch stets etwas heller und haben zwei schwach ausgeprägte Querlinien. Folgende Formen sind beschrieben:
- f. templi Nominatform mit ockergelben Vorderflügeln
- f. variegata mit blaugrauen bis grüngrauen Vorderflügeln[1]
- f. alpina Form der Alpen, die etwas dunkler und bunter gefärbt ist[2]

Der Saugrüssel der Falter ist verkümmert.

### Ei, Raupe und Puppe
Das Ei ist halbkugelig, an der Basis stark abgeflacht und stark gerippt. Es ist zunächst gelblich, später kräftig rot mit einem dunklen Fleck am oberen Pol und ebensolchem Ring darunter. Die Raupen sind gelblich bis weiß. Der Rücken ist schwach rosa getönt und besitzt große, schwarze Punktwarzen. Der Kopf ist dunkelbraun. Die Puppe ist von rotbrauner Farbe, schlank und hat zwei Dornen am Kremaster.

## Verbreitung und Lebensraum
Die Art ist in Europa lokal verbreitet, hauptsächlich im boreal-alpinen Raum, aber nur an wenigen Stellen häufig. In den Alpen kommt sie vom Tal bis auf über 2.000 Meter Höhe vor. Die Bärenklau-Rauhaareule ist feuchtigkeitsliebend und bevorzugt schattige Täler, Waldränder sowie feuchte Wiesen.

## Lebensweise
Die Art bildet eine Generation pro Jahr. Da die Falter überwintern, erscheinen sie früh im Jahr an den ersten wärmeren Abenden und fliegen bis in den Mai. In den Alpen können sie schon während der Schneeschmelze beobachtet werden. Die Falter sind nachtaktiv und fliegen gerne künstliche Lichtquellen an. Die Eiablage erfolgt an den Blüten der Futterpflanze. Die Raupen leben im Juni und Juli. Sie ernähren sich von Wiesen-Bärenklau (Heracleum sphondylium), zunächst von den Blüten, dann von den frischen Stängeln und zuletzt von den Wurzeln. Die Verpuppung erfolgt im Wurzelstock. Die neue Faltergeneration erscheint ab Ende Juli.

## Gefährdung
In Deutschland kommt die Art nur in wenigen Bundesländern vor und ist auf der Roten Liste gefährdeter Arten in Kategorie 2 (stark gefährdet) geführt.